# Alplesspitze
Alplesspitze är en bergstopp i Österrike. Den ligger i distriktet Lienz och förbundslandet Tyrolen, i den centrala delen av landet. Toppen på Alplesspitze är 3 149 meter över havet, eller 277 meter över den omgivande terrängen.
Trakten runt Alplesspitze består i huvudsak av kala bergstoppar och alpin tundra.